# Phelsuma andamanense
Phelsuma andamanense är en ödleart som beskrevs av  Edward Blyth 1861. Phelsuma andamanense ingår i släktet Phelsuma och familjen geckoödlor. IUCN kategoriserar arten globalt som livskraftig. Inga underarter finns listade i Catalogue of Life.